# ヤマハ・YZR250

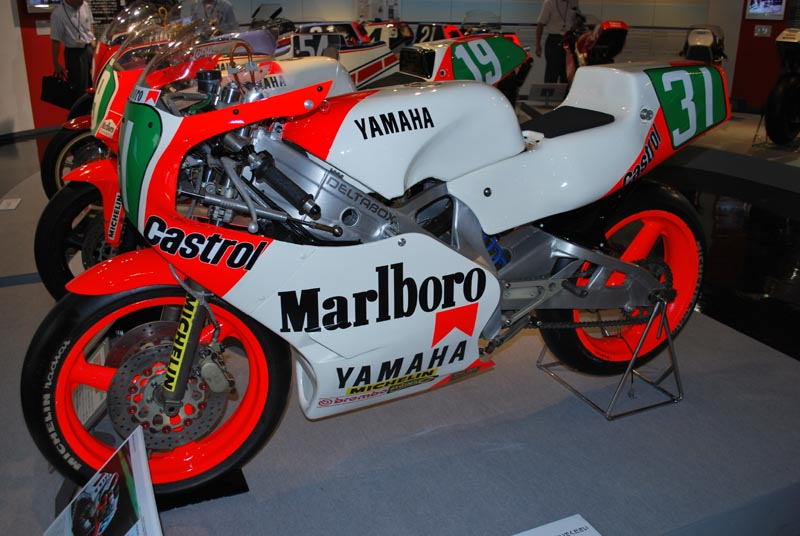
YZR250（1986年型）

ヤマハ・YZR250(ワイゼットアールにひゃくごじゅう)は、ヤマハ発動機がオートバイロードレース世界選手権250ccクラス用に開発・投入した、競技専用二輪車両(オートバイ)の車種名。

## 遍歴
1985年に水冷2ストロークV型2気筒エンジンを搭載したYZR250がシーズン終盤デビュー。カルロス・ラバードの手により、1986年の開幕戦で初勝利してそのまま快進撃を続け、タイトルを獲得する。最終戦もトップを独走するも転倒し、優勝は平忠彦のマールボロ・ヤマハYZRであった。
1990年、久しぶりのタイトルはジョン・コシンスキーの手でもたらされる。以降、YZR250としてのタイトル獲得は2000年のオリビエ・ジャックまで達成されていない。それ以降、YZR250のライダーはいたものの、タイトル獲得には至らぬまま2003年にはYZR250の投入は中止され、通算チャンピオン獲得3度でその役割を終えた。

## エピソード

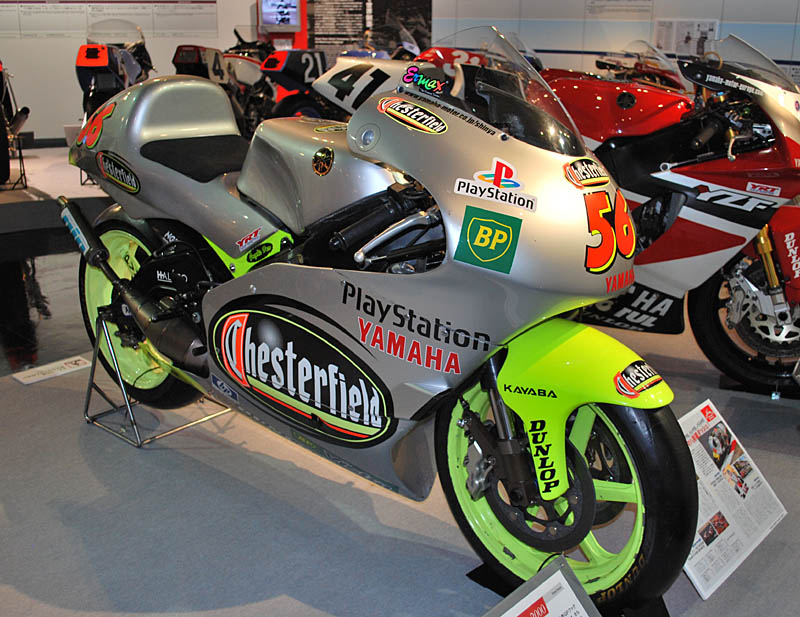
2000年型、中野真矢のマシン

- 1986年型YZR250は2気筒同爆(現在でいうビッグバンエンジン)であったためか始動性が極端に悪く、押しがけスタートでの出遅れが目立ち、予選での好位置を生かせない場面が多かった。唯一、カルロス・ラバードだけが神がかりのようなスタートをみせトップ争いを展開していた。1986年の開幕戦で、平忠彦がいつまでもエンジンをかけられず後続に追突され重傷を負う、という事故も発生した。平の事故を踏まえ、翌1987年からのWGPはエンジンを始動したままの状態でクラッチスタートするよう、スタート方法が変更されることとなる。
- ヤマハはYZR250を投入しない際にはTZ250M(Mは「モディファイ」の略)が登場する(1990年代のみ)。ワークス仕様のTZ250であり、事実上YZR250である。アプリリアなど初期状態ですでにGPキット装着されたRS、あるいはTZよりも高い性能を発揮する車両が走るWGPにおいては、ホンダがワークスマシンながら事実上量産車であるNSR250を投入してトップ争いを盛り上げるのに対して、ヤマハは市販ベース（とは言えないほどの変更が加えられているが）のTZ250Mを投入し、タイトル奪還を必要とする際にだけYZR250を投入してくる。250ccクラスで、ワークスマシンを安価に一定量投入して戦うホンダと、ほぼNSR250のリース費用と同額のTZ250MがTZベースというには少々無理があるのは否めない事実である。
- 車両のストリップを見ると、チャンバーは準量産車と言えるホンダ・NSR250はプレス形成であるのに対して、エキゾーストマニホールドから全てチタン手巻き溶接である(NSR250は市販レーサー同様、水圧プレスで安価)等、少量生産の手の込んだワークスマシンである。その上でヤマハ側で持続的な開発が行われなかったため、十分な開発はされておらず、実際松戸直樹などがジョリーモト製の鉄チャンバーを使用している場面等が見受けられた。